# ديفيد براون (عالم أرصاد)
ديفيد براون (بالإنجليزية: David Brown)‏ هو عالم أرصاد أسترالي، ولد في 12 يوليو 1959.